# 朝鮮教育文化テレビジョン

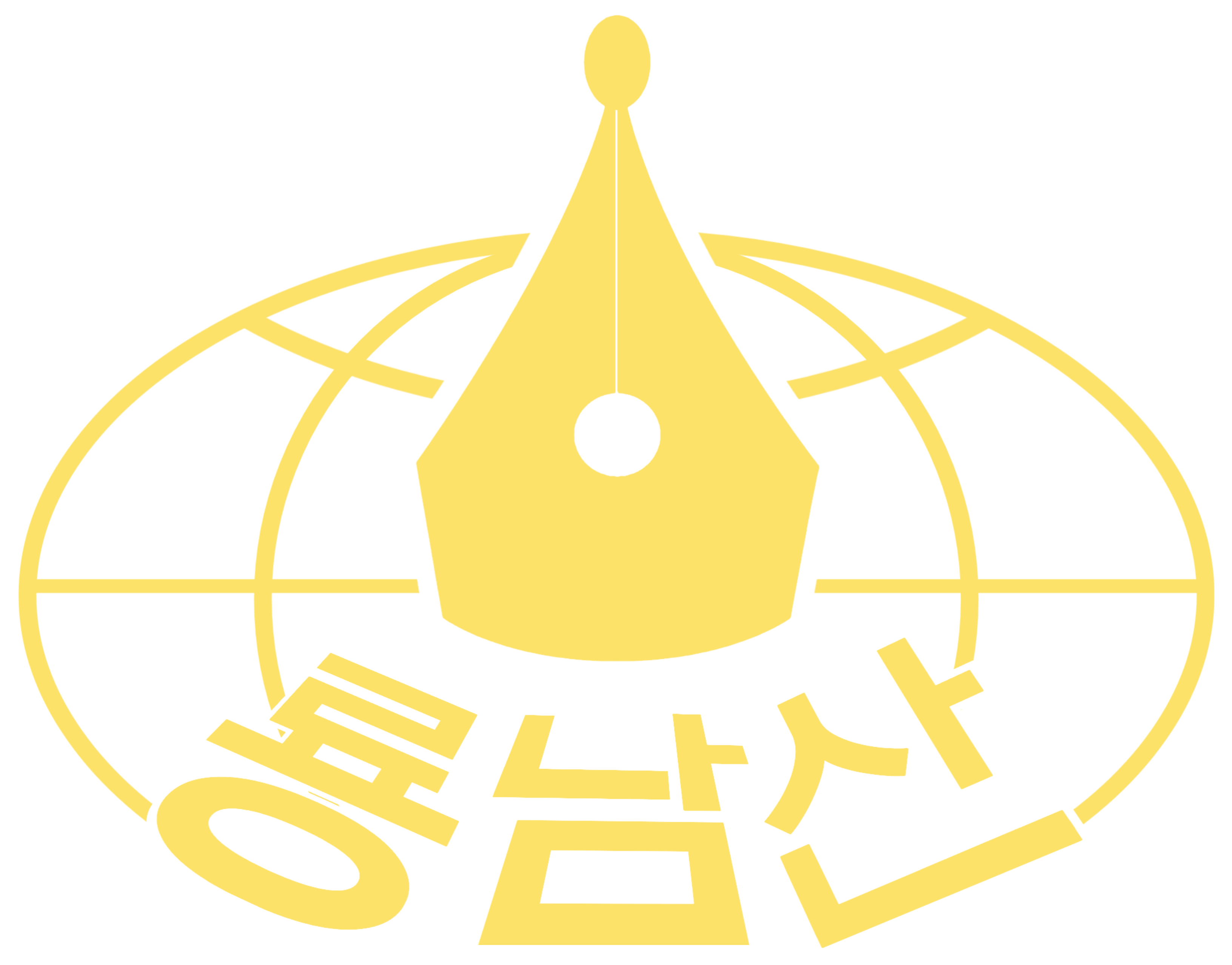
竜南山テレビのロゴ

朝鮮教育文化テレビジョン（ちょうせんきょういくぶんかテレビジョン）は、朝鮮民主主義人民共和国（北朝鮮）の大学教育テレビ局である。
2012年9月5日に竜南山テレビ（リョンナムサンテレビ）に改称した。放送時間は月・水・金曜日 19:00 - 22:00（PYT）。

## 概要
対南（韓国）向けの放送局である「開城テレビ」を改編して1997年2月16日に開局した。放送内容は語学講座や教養番組と言ったものが多い。
平壌（VHF 9ch）・開城（VHF 8ch）エリア向けのPAL方式での放送に加え、韓国へ向けてNTSC方式・第8チャンネルでも放送。
ソウルでは第7チャンネルがKBS第2テレビジョン（旧東洋放送）、第9チャンネルがKBS第1テレビジョンであるため、ロータリー式のテレビ受像機では、ソウル市民は否応なく第8チャンネルの上を通過することになった。
韓国当局は現在でも第8チャンネルにジャミング（妨害電波）をかけているが、電波状況によってはソウル市内でも視聴が可能になることがある。

## 歴史
- 1971年4月15日 - 開城テレビジョン放送（開城テレビ）、放送開始。
- 1991年10月10日 - 開城テレビ、カラー放送開始。
- 1997年2月16日 - 開城テレビを改編して朝鮮教育文化テレビ、放送開始。
- 2012年9月5日 - 朝鮮教育文化テレビが竜南山テレビに改称する。

## 朝鮮中央放送委員会が運営するその他のテレビ局
- 朝鮮中央テレビ
- 万寿台（マンスデ）テレビ（娯楽番組が多いチャンネル）